# Grampians Trophy 2021
Grampians Trophy 2021 là một giải quần vợt trong WTA Tour 2021 thi đấu trên mặt sân cứng ngoài trời ở Melbourne, Úc. Giải đấu diễn ra cùng địa điểm với Giải quần vợt Úc Mở rộng 2021, do các giải đấu khác ở Úc bị hủy vì đại dịch COVID-19. Giải đấu được tạo ra cho những tay vợt ban đầu dự định tham dự Yarra Valley Classic 2021 hoặc Gippsland Trophy 2021, nhưng phải trải qua các biện pháp kiểm dịch nghiêm ngặt khi đến Úc. Giải đấu không có nội dung đôi.
Do lịch thi đấu bị hoãn vì một ca nhiễm COVID-19 tại một khách sạn cách ly giải đấu và trận bán kết diễn ra chỉ 1 ngày trước khi Giải quần vợt Úc Mở rộng, trận chung kết đã không được diễn ra.

## Điểm và tiền thưởng

### Phân phối điểm
| Sự kiện | VĐ  | CK  | BK  | TK  | Vòng 1/16 | Vòng 1/32 |
| Đơn     | 470 | 305 | 185 | 100 | 55        | 1         |

### Tiền thưởng
| Sự kiện | VĐ      | CK      | BK      | TK     | Vòng 1/16 | Vòng 1/32 |
| Đơn     | $50,000 | $33,520 | $18,610 | $8,770 | $5,500    | $3,000    |

*mỗi đội

## Nội dung đơn

### Hạt giống
| Quốc gia | Tay vợt           | Xếp hạng1 | Hạt giống |
| -------- | ----------------- | --------- | --------- |
| CAN      | Bianca Andreescu  | 8         | 1         |
| SUI      | Belinda Bencic    | 12        | 2         |
| BLR      | Victoria Azarenka | 13        | 3         |
| KAZ      | Elena Rybakina    | 19        | 4         |
| GRE      | Maria Sakkari     | 22        | 5         |
| EST      | Anett Kontaveit   | 23        | 6         |
| USA      | Jennifer Brady    | 24        | 7         |
| GER      | Angelique Kerber  | 25        | 8         |
| USA      | Alison Riske      | 26        | 9         |

- 1 Bảng xếp hạng vào ngày 25 tháng 1 năm 2021

### Vận động viên khác
Thay thế:
- Oksana Kalashnikova
- Ellen Perez

### Rút lui
Trước giải đấu
- Bianca Andreescu → thay thế bởi  Oksana Kalashnikova
- Paula Badosa → thay thế bởi  Bethanie Mattek-Sands
- Alison Riske → thay thế bởi  Ellen Perez
- Dayana Yastremska → thay thế bởi  Gabriela Dabrowski

Trong giải đấu
- Victoria Azarenka

## Nhà vô địch

### Đơn
- Anett Kontaveit vs.  Ann Li
- Trận chung kết không được tổ chức do lịch thi đấu bị hoãn.[3]